# 韦震玲
韦震玲（？—），女，毛南族，广西环江人，中华人民共和国政治人物。现任广西壮族自治区人民检察院第七检察部主任。第十三、十四届全国政协委员。